# Лукашук Ігор Іванович
Ігор Іванович Лукашук (1 червня 1926, Харків — 27 січня 2007, Москва) — радянський, український та російський науковець-правознавець в галузі міжнародного права, дипломат, доктор юридичних наук, професор, заслужений діяч науки РФ (1996), лауреат Державної премії РФ (2001). Учасник німецько-радянської війни, майор військової служби.

## Навчання, війна
Народився 1 червня 1926 року у м. Харкові. У 1940 році після закінчення 7 класів І.Лукашук вступає до Харківського авіаційного технікуму. 1942 року він пішов на фронт Другої світової війни. У 1944 році він отримав два важкі поранення (після другого більше не зміг повернутися в діючу армію), після яких лікувався у госпіталі м. Ульяновська, а після повернення у 1945 році — у госпіталі м. Харкова. Завершив війну у званні майора.

## Наукова діяльність
Закінчивши Інститут за два роки, вже 1947 року він вступив до аспірантури того ж Інституту на кафедру міжнародного права, де проводив дослідження під керівництвом професора В. М. Корецкого. Паралельно у 1947 році І. І. Лукашук поступив на заочне відділення Харківського педагогічного інституту іноземних мов, де 2 роки вивчав англійську мову.
У 1951 року у віці 25 років він захистив кандидатську дисертацію на тему «Договори про дружбу, співробітництво та взаємну допомогу між СРСР та країнами народної демократії».
Відразу ж після захисту дисертації І.Лукашук від'їжджає до м. Саратова, де за рік до того за конкурсом обійняв посаду у Саратовському юридичному інституті. Там він відразу починає читати основний курс «Міжнародне право». Цей курс залишався за Ігорем Івановичем упродовж 13 років його викладання у Саратові.
У 1961 році він захищає дисертацію на здобуття наукового ступеня доктора юридичних наук на тему: «СРСР та міжнародні договори». Це дисертаційне дослідження отримало схвальні відгуки основних на той час центрів дослідження міжнародного права та тогочасних класиків радянської науки міжнародного права.
Після захисту докторської дисертації І. І. Лукашуком Саратовський юридичний інститут ім. Д. І. Курського подає його кандидатуру на отримання звання професора, яке йому присвоюють у 1962 році.

## Діяльність у м. Києві
1963 року І. І. Лукашука було обрано на посаду завідувача кафедрою міжнародного права та іноземного законодавства Київського державного університету ім. Т. Г. Шевченка.
У 1971 році під його редакцією кафедрою міжнародного права Київського університету розробляється підручник з міжнародного права.
Київський період у творчій і педагогічній діяльності професора І. І. Лукашука достатньо успішний і результативний. За цей час він опублікував 18 монографій, 12 підручників і навчальних посібників, прочитав свій курс лекцій в Гаазькій академії міжнародного права, видав 82 наукові статті, 11 рецензій на наукові публікації тощо. На його рахунку також незлічена кількість наукових доповідей у міжнародній і радянській асоціаціях міжнародного права і всесоюзних наукових конференціях. Його роботи друкувалися російською, українською, польською, болгарською, чеською, німецькою, арабською, іспанською, французькою, англійською та ін. мовами в різних країнах світу.
У 1985 Лукашук на запрошення керівництва Інституту держави і права АН СРСР (нині — Інститут держави і права Російської академії наук) переїжджає до Москви і очолює в цій відомій̆ академічній установі Центр міжнародно-правових досліджень.

## Дипломатична діяльність
І. І. Лукашук був членом Постійної палати третейського суду в Гаазі (Нідерланди) у 1963—1985 рр., де він проявив себе блискучим фахівцем з врегулювання міжнародних спорів на основі арбітражної процедури. І. І. Лукашук був членом Комісії міжнародного права ООН (1995—2002 рр.).
Лукашук був одним з ініціаторів створення Радянської асоціації міжнародного права, обіймав у ній посади члена виконкому та віце-президента.
Він особисто готував тексти членів делегацій України на кількох сесіях Генеральної Асамблеї ООН, провів доповідь членом її 6-го (правового) Комітету людини ООН, на Віденській дипломатичній конференції з права міжнародних договорів 1968—1969 рр., у робочій групі ООН з підготовки Конвенції про право трудящих мігрантів та членів їх сімей та ін. Його висновки і пропозиції не тільки увійшли в остаточний текст Віденської конвенції про право міжнародних договорів 1969 року, а десять років потому були використані при формулюванні положень Віденської конвенції про правонаступництво держав щодо міжнародних договорів 1978 року, а через 17 років багато з них увійшли в текст Віденської конвенції про право міжнародних договорів між державами і міжнародними організаціями або між міжнародними організаціями 1986 року.

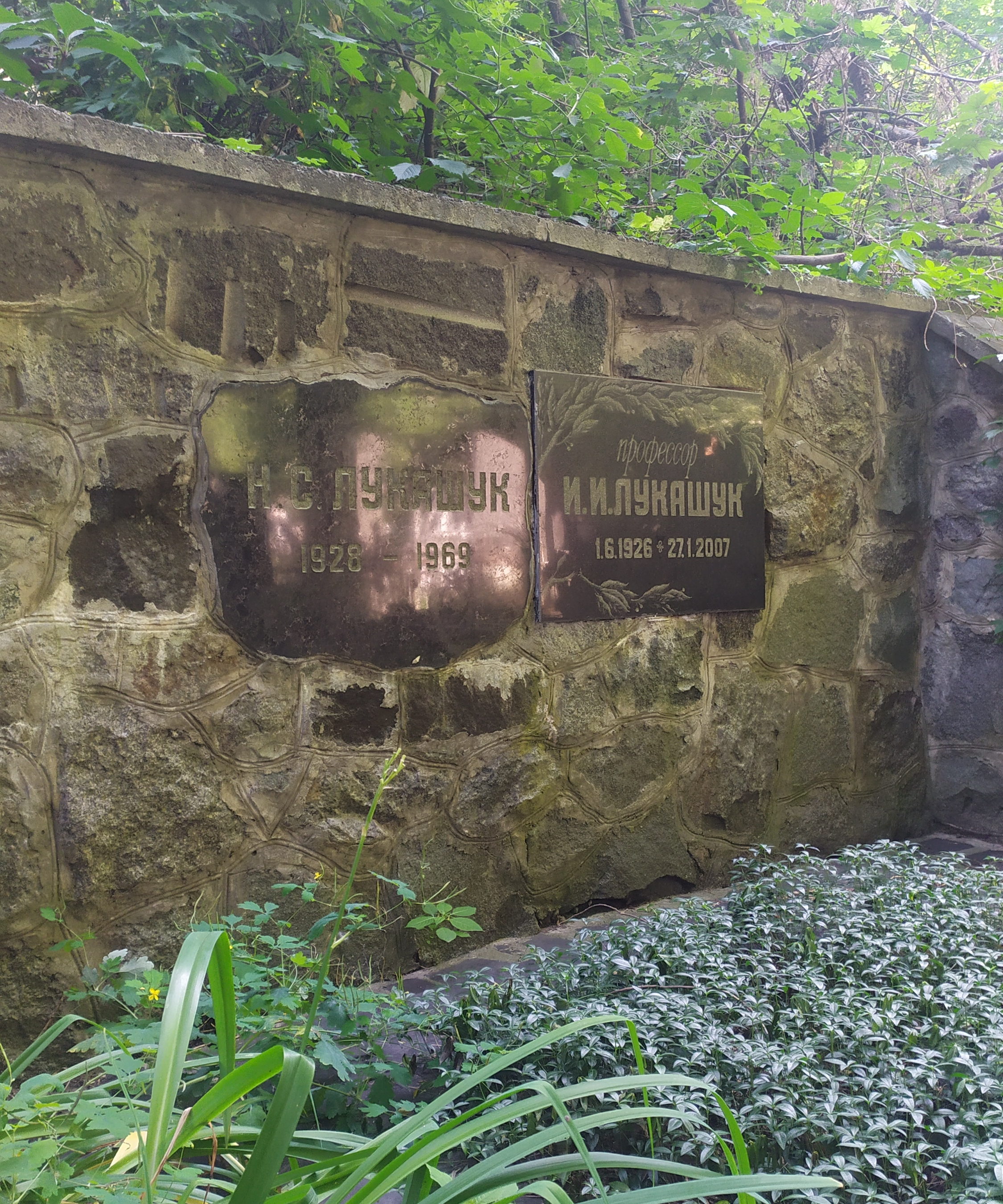
Могила Ігоря Лукашука, Байкове кладовище

Володів українською, російською, німецькою, польською, французькою, білоруською, болгарською, словацькою, чеською, сербохорватською мовами.
І. І. Лукашук пішов з життя 27 січня 2007 року у м. Москва. Його волею було поховати його на Батьківщині. Останній свій спочинок він знайшов у Києві на Байковому кладовищі поряд із батьками та першою дружиною.

## Родина
Дружина — Галина Кирилівна Дмитрієва. Дочка Ольга Ігорівна Лукашук (1953) — юрист. Сини: Леонід Ігоревич Лукашук (1957) — математик та Вадим Ігоревич Дмитрієв (1967) — юрист.

## Нагороди
1996 року йому присвоєно почесне звання заслуженого діяча науки РФ. У 2001 Лукашука нагороджено премією ім. Ф. Ф. Мартенса РАН за дослідження «Глобалізація, держава, право, ХХІ століття», а у 2002 — Державною премією РФ за цикл досліджень «Функціонування міжнародного права».

## Наукові праці
Розробка проекту міжнародного договору (Саратов, 1957);
Сторони в міжнародних договорах (М., 1966);
Право на участь в договорах (Гаага, 1972);
Функціонування міжнародного права (М., 1992);
Міжнародне право у судах держав (СПб., 1993);
Глобалізація, держава, право, XXI сторіччя (М., 2000);
Засоби масової інформації, держава, право (М., 2001);
Право міжнародної відповідальності (М., 2004);
Міжнародне право: підручник у 2 томах (М., 2004).

## Нагороди
Лауреат Державної премії РФ;
Премія імені Ф. Ф. Мартенса;
Орден Червоної Зірки;
Орден Вітчизняної війни I ступеню;
Орден Центрально-Африканської Республіки.